# Емська депеша

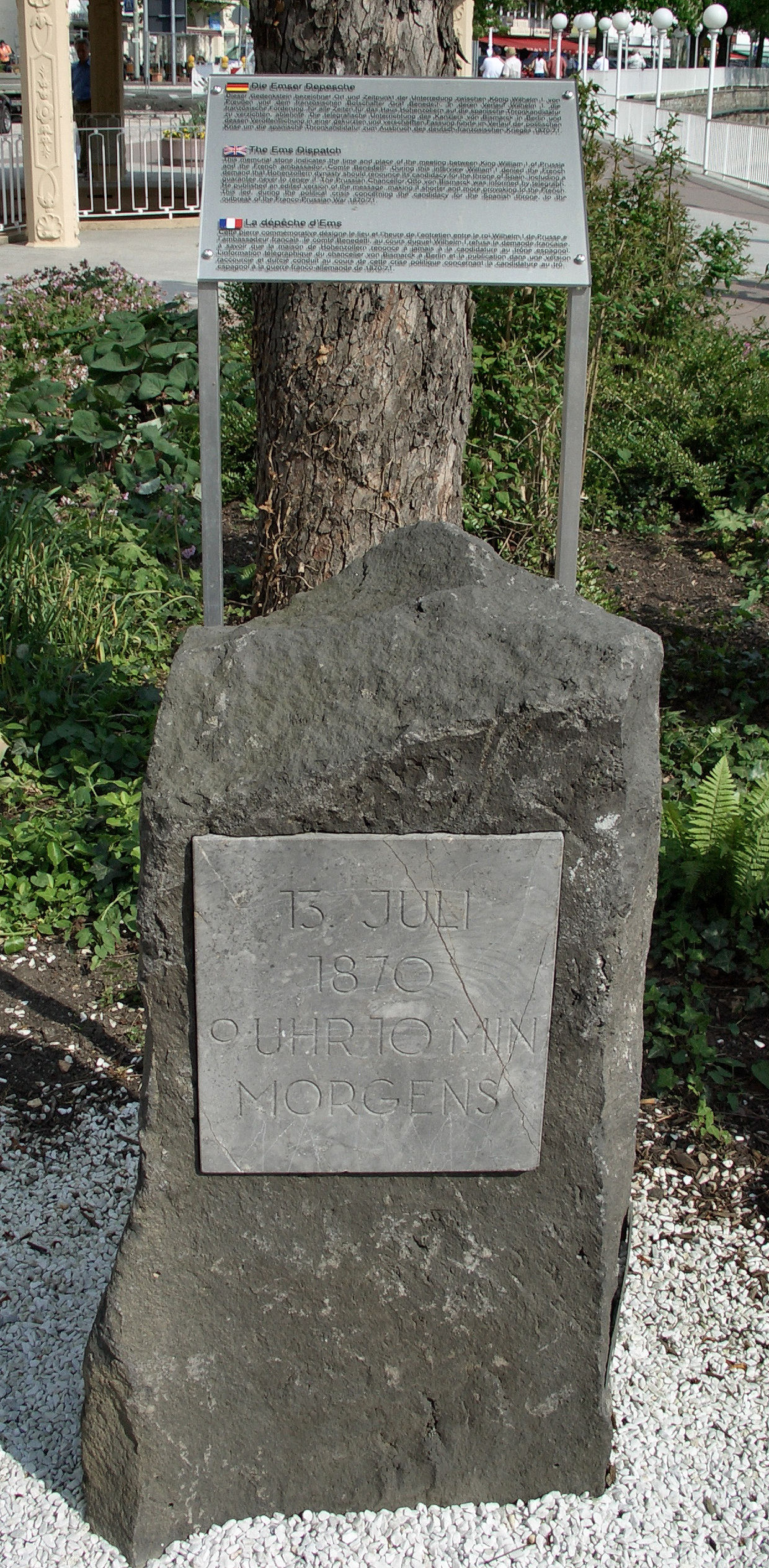
Пам'ятний знак «Емська депеша» в Бад-Емсі

Емська депеша (нім. Emser Depesche) — у власному розумінні є урядова телеграма від 13 липня 1870 року, у якій прусський таємний радник Генріх Абекен (Heinrich Abeken) інформує прусського прем'єр-міністра Бісмарка про події в курортному місті Бад-Емс. Там, французький посол у Пруссії Вінсент Бенедетті (Vincent Benedetti) у неформальній розмові з тодішнім королем Пруссії Вільгельмом I порушив питання про відмову Гогенцоллернів від претензій на іспанський престол.
Зміст телеграми послужив для Бісмарка основою для пресрелізу, який вийшов того ж дня. Вважається, що він відредагував текст телеграми таким чином, щоб викликати обурення у Франції, що могло стати приводом для війни між Пруссією і Францією, чого хотів Бісмарк. Наступного дня переклад цього тексту було опубліковано французькою мовою. Як і передбачалось, французька публіка реагувала на це з великим обуренням — унаслідок Французька імперія 19 липня 1870 р. оголосила війну Пруссії. (Див. Французько-прусська війна)

## Підґрунтя

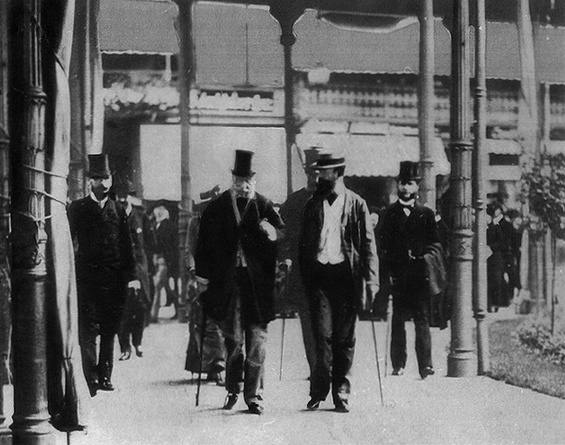
Вільгельм I і Бенедетті

У 1868 іспанську королеву Ізабеллу II було позбавлено престолу і він став вакантним. Ізабелла знайшла притулок у Франції. Леопольд Гогенцоллерн-Зигмаринген (Leopold von Hohenzollern-Sigmaringen, 1835—1905) з самого початку належав до публічно обговорюваних кандидатів на престол. Хуан Прім (Juan Prim), прем'єр-міністр перехідного уряду Іспанії і один з керівників повстання звернувся до цієї родини після того, як три інші кандидати відмовились через інтервенціоністську політику Наполеона III, який хотів посадити на іспанський престол знову Бурбонів, а саме Альфонсо (Alfonso), сина Ізабелли. Після того впродовж досить довгого часу проводилися формальні і неформальні перемовини між іспанським урядом і князем Карлом Антоном (Karl Anton), до яких були під'єднані також Вільгельм II і Бісмарк. Вільгельм II мало цікавився тою справою, вважаючи її такою, що стосується лише родини Гогенцоллернів. Однак він все-таки особисто зв'язався з Леопольдом та його батьком і натякнув, що було би бажано відмовитися від іспанського престолу. У принципі ті погодилися і справу було ніби вичерпано. Та Наполеону хотілося війни не менше, ніж Бісмарку, та і усе французьке суспільство ставилося до Пруссії зверхньо і не сумнівалося у перемозі у можливій війні. Отож, Париж почав вести дипломатичну гру на межі провокації. Послові Бенедетті було доручено вручити Вільгельму II листа з погано прихованою вимогою королю Пруссії дати письмову обіцянку ніколи більше не торкатися гідності Франції у подібних делікатних питаннях. Коли Бісмарк отримав телеграму про зустріч французького посла з Вільгельмом, він в той же день звернувся до прусських генералів з питанням, чи в стані армія Пруссії перемогти французьку. Ті завірили його, що в тому нема сумнівів. Отож Бісмарк сміливо відредагував текст телеграми, викинувши з неї слова про бажаність подальших переговорів. В результаті Французько-прусська війна стала неминучою.